# باکهد ریدج (فلوریدا)
باکهد ریدج (به انگلیسی: Buckhead Ridge) یک منطقهٔ مسکونی در ایالات متحده آمریکا است که در گلیدز کانتی واقع شده‌است. باکهد ریدج ۳٫۷ کیلومتر مربع مساحت و ۱٬۴۵۰ نفر جمعیت دارد و ۴ متر بالاتر از سطح دریا قرار دارد.